# Muiderslot
Muiderslot er et slot i Holland, der ligger ved udmundingen af floden Vecht, omkring 15 km sydøst for Amsterdam i Muiden, hvor den løber sammen med Zuiderzee. Det er en af de bedre kendte slotte i Holland, og har været brugt i mange tv-serier og programmer, der foregår i middelalderen.
Det er en relativt lille borg, og måler omkring 32x35 m. Fæstningen er omgivet af en voldgrav.
Den oprindelige borg blev opført i 1280 af grev Floris 5. af Holland, for at kontrollere trafikken på Vecht, der førte til Utrecht, der var en af landets vigtigste handelsbyer i middelalderen.
I 1296 konspirerede Gerard van Velsen med Herman van Woerden, Gijsbrecht IV af Amstel og flere andre om at kidnappe Floris 5. Greven blev fængslet på Mudierslot, og efter han forsøgte at flygte dræbte Gerard ham ved at dolke ham 20 gange d. 27. juni 1296. Årsagen til denne konflikt var angiveligt, at Floris havde voldtaget Gerards kone.
I 1297 blev borgen erobret af ærkebiskop Willem van Mechelen, og i 1300 blev borgen nedrevet.
Omkring 1370-1386 blev borgen genopført samme sted og med samme grundplan af Albrecht af Bayern, der var greve af provinserne Holland og Zeeland.